# The Plimsouls
The Plimsouls est un groupe de power pop américain, formé en 1978 à Los Angeles. Le nom du groupe provient du télescopage des mots « plimsoll », un type de chaussure de sport légère, et « soul », style musical faisant partie de leurs influences.

## Historique
Ce groupe fut formé à Los Angeles par Peter Case, après la séparation de son groupe précédent The Nerves où il officiait en compagnie de Paul Collins et de Jack Lee. En 1983, Peter Case, le principal auteur des chansons, quitte le groupe dont les autres membres se séparent peu après. Ils se reforment à intervalles irréguliers pour des concerts.
Leur disque Live ! Beg, Borrow & Steal a été inclus dans la discothèque idéale de Philippe Manœuvre.

## Membres du groupe
- Peter Case — chant, guitare
- Eddie Munoz — guitare
- Dave Pahoa — basse
- Lou Ramirez — batterie

## Discographie
- Zero Hour, (1980) EP
- The Plimsouls, (1981, Planet)
- Live ! Beg, Borrow & Steal
- A Million Miles Away/I'll Get Lucky, (1982, Bomp!) EP
- Everywhere At Once, (1983, Geffen)
- One Night In America, (1989, Fan Club)
- Kool Trash, (1997, Musidisc)
- The Plimsouls ...Plus, (1992, Rhino) réédition du premier album et de l'EP Zero Hour sur un CD

## L'après Plimsouls
- Peter Case continue une carrière solo.